# Liste der Baudenkmäler in Uettingen
Auf dieser Seite sind die Baudenkmäler in der unterfränkischen Gemeinde Uettingen zusammengestellt. Diese Tabelle ist eine Teilliste der Liste der Baudenkmäler in Bayern. Grundlage ist die Bayerische Denkmalliste, die auf Basis des Bayerischen Denkmalschutzgesetzes vom 1. Oktober 1973 erstmals erstellt wurde und seither durch das Bayerische Landesamt für Denkmalpflege geführt wird. Die folgenden Angaben ersetzen nicht die rechtsverbindliche Auskunft der Denkmalschutzbehörde.
 Diese Liste gibt den Fortschreibungsstand vom 1. Oktober 2022 wieder und enthält 11 Baudenkmäler.

## Baudenkmäler
| Lage                             | Objekt                                             | Beschreibung | Akten-Nr.     | Bild           |
| -------------------------------- | -------------------------------------------------- | --- | ------------- | -------------- |
| Aalbach; Schleifmühle (Standort) | Teile der ehemaligen Holzmühle                     | nämlich Mühlgraben und Mühlwehr, 19. Jh., im Kern älter; zur Holzmühle selbst siehe Remlingen D-6-79-177-79 | D-6-79-196-16 | BW             |
| Bayernstraße 2 (Standort)        | Filialkirche Zur Verklärung Christi                | zentralisierender Kirchenraum auf diagonal angeordnetem quadratischen Grundriss mit hohem Pyramidendach, Campanile auf T-förmigem Grundriss, von Hans Schädel und Friedrich Ebert unter Mitarbeit von Walter Väth, 1967, mit Ausstattung; nicht nachqualifiziert, im Bayerischen Denkmal-Atlas nicht kartiert | D-6-79-196-9  | weitere Bilder |
| Bayernstraße 2 (Standort)        | Katholisches Gemeindezentrum                       | zugehöriger Gemeindesaal und Messnerwohnung mit Flachdach, gleichzeitig; nicht nachqualifiziert, im Bayerischen Denkmal-Atlas nicht kartiert | D-6-79-196-9  | BW             |
| Bayernstraße 2 (Standort)        | Katholisches Gemeindezentrum                       | Umfassungsmauern mit Campanile, gleichzeitig; nicht nachqualifiziert, im Bayerischen Denkmal-Atlas nicht kartiert | D-6-79-196-9  | weitere Bilder |
| Hauptstraße 4 (Standort)         | Gasthof Zum Goldenen Hirschen                      | zweigeschossiger, verputzter Krüppelwalmdachbau mit Fachwerkobergeschoss und Tordurchfahrt, bezeichnet 1846 | D-6-79-196-3  | weitere Bilder |
| Helmstadter Straße 1 (Standort)  | Ehemaliges Pfarrhaus                               | zweigeschossiger, teilweise verputzter Satteldachbau mit Fachwerkobergeschoss und Eingangserker, 18. Jahrhundert | D-6-79-196-2  | weitere Bilder |
| Kirchplatz 1 (Standort)          | St. Bartholomäus                                   | Saalbau mit eingezogenem Chor und Chorturm mit Welscher Haube, Turm im Untergeschoss spätromanisch, sonst 1749, Langhaus 1754, mit Ausstattung | D-6-79-196-5  | weitere Bilder |
| Kirchplatz 1 (Standort)          | Kirchhofmauer                                      | Bruchsteinmauerwerk, mit eingemauertem Bildstockaufsatz mit Kreuzigung des 16. Jahrhunderts, wohl um 1750 | D-6-79-196-5  | weitere Bilder |
| Kirchplatz 1 (Standort)          | Kriegerdenkmal für 1870/71                         | zweistufiger Unterbau mit Sockel und gedrungenem Obelisk mit Lorbeerkranz und Inschriften, um 1875 | D-6-79-196-12 | weitere Bilder |
| Kirchplatz 2 (Standort)          | Wirtshausausleger                                  | mit Goldenem Krug, Schmiedeeisen, 19. Jahrhundert | D-6-79-196-6  | BW             |
| Nähe Friedhofsweg (Standort)     | Friedhof                                           | ummauerte Anlage mit Grabdenkmälern des 19. und frühen 20. Jahrhundert, u. a. mit zahlreichen Kriegerdenkmalen für die Gefallenen des Krieges von 1866 | D-6-79-196-1  | weitere Bilder |
| Nähe Friedhofsweg (Standort)     | Friedhofskreuz                                     | Kruzifix auf Postament, Sandstein, bezeichnet 1867 | D-6-79-196-1  | weitere Bilder |
| Raiffeisenstraße 5 (Standort)    | Geschnitzter Eckpfosten                            | bezeichnet 1716 | D-6-79-196-7  | BW             |
| Schloß 1 (Standort)              | Ehemalige Sommerresidenz der Freiherren Wolffskeel | zweieinhalbgeschossiger, spätklassizistischer Massivbau mit Satteldach, nach Plänen von Bernhard Morell, 1818, mit nördlichem Anbau von 1920 | D-6-79-196-4  | weitere Bilder |
| Gutshof 1, 2, 3, 4 (Standort)    | Wirtschaftshof                                     | mit Wohngebäude und diversen Ökonomiegebäuden, 19. Jahrhundert | D-6-79-196-4  | weitere Bilder |
| Würzburger Straße 1a (Standort)  | Ehemaliges Wohnstallhaus                           | eines ehemals Dreiseithofes, zweigeschossiger unverputzter Sandsteinquaderbau mit Satteldach, 2. Viertel 19. Jh., Umbau mit teils gekuppelten Stichbogenfenstern und Einrichtung zweier Schulsäle, 1873 | D-6-79-196-13 | weitere Bilder |
| Würzburger Straße 1a (Standort)  | Scheune                                            | eingeschossiger Sandsteinquaderbau mit Satteldach, im Kern 2. Viertel 19. Jh., später gekürz | D-6-79-196-13 | weitere Bilder |